# Type Paix
Ne doit pas être confondu avec Paix et Commerce nommé aussi type Sage.
Le type Paix désigne un timbre d'usage courant français émis à partir de 1932.
Ce type de timbre est mis en service alors que la Semeuse est toujours utilisée. Les émissions de nouvelles valeurs se poursuivent jusqu'en 1938 mais certaines surcharges sont apposées jusqu'en 1941, quelques mois avant que le type Paix ne soit remplacé par les timbres mis en circulation sous le régime de Vichy.

## Description
Le timbre représente une femme drapée à l'antique, tenant de sa main gauche un rameau d'olivier, symbole de paix. Ce thème est représentatif du courant pacifiste de l'entre-deux-guerres en France, sous la présidence d'Albert Lebrun.
Le timbre est dessiné par Paul Albert Laurens et gravé par Jean Antonin Delzers. Il est dentelé 14 x 13½.
Ce timbre est mal accueilli par la critique qui le désigne sous le surnom de « timbre de la Paix gauchère » : son dessin ne plaît pas et il concurrence la Semeuse, jugée plus harmonieuse.

## Histoire et utilisations

### Première série: émission de 1932
Six timbres sont émis, pour des valeurs faciales allant de 50 c à 1,75 f. Deux d'entre eux (90 c et 1,25 f) sont retirés de la vente dès 1933, deux autres (1,50 et 1,75 f) en 1938 et les deux derniers (50 et 75 c) en 1941. Ils sont imprimés en typographie rotative par feuilles de 100.

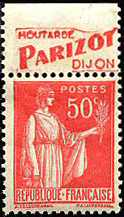
50 c rouge avec publicité, 1932.

| Valeur faciale | Couleur       | Émission   | Retrait    | Remarques                      |
| -------------- | ------------- | ---------- | ---------- | ------------------------------ |
| 50 c           | rouge         | 18/09/1932 | 15/05/1941 | nombreuse bandes publicitaires |
| 75 c           | olive         | 01/09/1932 | 18/02/1941 |                                |
| 90 c           | rouge carminé | 01/09/1932 | 01/09/1933 |                                |
| 1,25 F         | olive         | 01/10/1932 | 01/12/1933 |                                |
| 1,50 F         | bleu          | 01/07/1932 | 01/11/1938 |                                |
| 1,75 F         | lilas         | 01/10/1932 | 01/02/1938 |                                |

### Série complémentaire
Les derniers timbres de cette série dont l'émission se prolonge jusqu'en 1938 sont, comme ceux de la première, retirés en 1941 pour faire place aux séries conçues par le régime de Vichy.
| Valeur faciale | Couleur     | Émission   | Retrait    | Remarques |
| -------------- | ----------- | ---------- | ---------- | --------- |
| 30 c           | vert        | 01/03/1933 | 01/11/1937 |           |
| 40 c           | lilas       | 01/01/1933 | 01/06/1939 |           |
| 45 c           | bistre      | 01/03/1933 |            |           |
| 65 c           | violet-brun | 01/11/1933 |            |           |
| 1 F            | orange      | 01/03/1933 |            |           |

| Valeur faciale | Couleur    | Émission   | Retrait    | Remarques |
| -------------- | ---------- | ---------- | ---------- | --------- |
| 55 c           | violet     | 18/10/1937 | 22/12/1940 |           |
| 60 c           | bistre     | 01/11/1937 | 01/03/1939 |           |
| 65 c           | outremer   | 01/09/1937 | 28/12/1940 |           |
| 1 F            | lilas-rose | 01/12/1937 | 01/06/1939 |           |

| Valeur faciale | Couleur  | Émission   | Retrait    | Remarques |
| -------------- | -------- | ---------- | ---------- | --------- |
| 80 c           | orange   | 12/10/1938 | 18/02/1941 |           |
| 90 c           | vert     | 27/10/1938 | 20/03/1939 |           |
| 90 c           | outremer | 01/12/1938 | 18/02/1941 |           |

Entiers postaux :

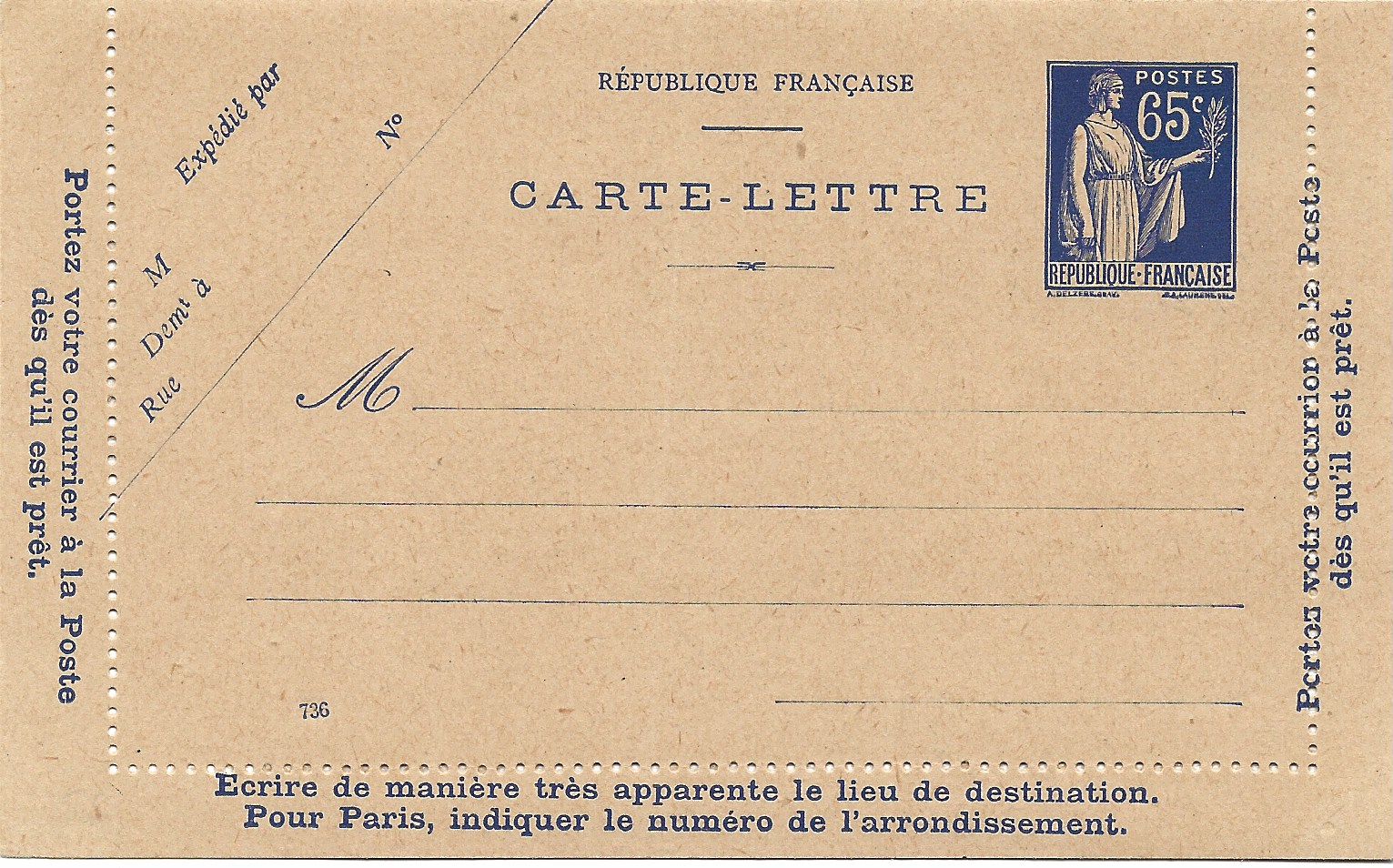
Carte-lettre 65 centimes outremer

Plusieurs valeurs ont été émises en entiers postaux :
- 40 centimes lilas carton gris - cartes postales, cartes postales avec réponse payée
- 40 centimes lilas carton crème - cartes postales
- 50 centimes rouge  - cartes lettres, enveloppes,
- 55 centimes violet - cartes postales, carte postale avec réponse payée
- 65 centimes outremer - cartes-lettres, enveloppe
- 90 centimes outremer - cartes lettres, enveloppe
- 90 centimes rouge - cartes postales, cartes postales avec réponse payée
- 1 f. rose - cartes postales

Des entiers postaux timbrés sur commande ont été réalisés avec les valeurs suivantes : 40 centimes, 50 centimes, 65 centimes, 90 centimes outremer
Des entiers postaux commémoratifs (repiquages) ont été réalisés avec les valeurs suivantes : 40 centimes carton gris, 40 centimes carton crème, 50 centimes, 55 centimes violet, 65 centimes outremer, 90 centimes rouge. Les cartes commémoratives dessinées par l'illustrateur Draim (Miard) sont les plus recherchées.

### Surcharges
Les timbres au type Paix font l'objet de nombreuses surcharges, soit pour en modifier la valeur faciale au fil des changements de tarifs, soit pour en modifier l'usage postal.
La surcharge peut être noire ou en couleur, le choix tenant compte de la couleur initiale du timbre pour assurer une bonne visibilité de la surcharge.
| Valeur faciale  | Couleur  | Émission   | Retrait    | Remarques            |
| --------------- | -------- | ---------- | ---------- | -------------------- |
| 50 c sur 1,25 F | olive    | 01/11/1935 |            | tirage : 10 000 000  |
| 80 c sur 1 F    | orange   | 01/11/1937 |            |                      |
| 50 c sur 55 c   | violet   | 25/01/1941 | 16/08/1941 | tirage : 25 514 000  |
| 50 c sur 65 c   | outremer | 25/01/1941 | 22/09/1941 | tirage : 91 750 000  |
| 50 c sur 75 c   | olive    | 04/03/1941 | 22/09/1941 | tirage : 19 690 000  |
| 50 c sur 80 c   | orange   | 04/03/1941 | 16/08/1941 | tirage : 7 900 000   |
| 50 c sur 90 c   | outremer | 08/03/1941 | 22/09/1941 | tirage : 168 580 000 |
| 1 F sur 1,25 F  | rose     | 18/03/1941 | 16/08/1941 | tirage : 11 060 000  |
| 1 F sur 1,40 F  | lilas    | 18/03/1941 | 16/08/1941 | tirage : 7 664 000   |
| 1 F sur 1,50 F  | bleu     | 08/03/1941 | 16/08/1941 | tirage : 12 470 000  |

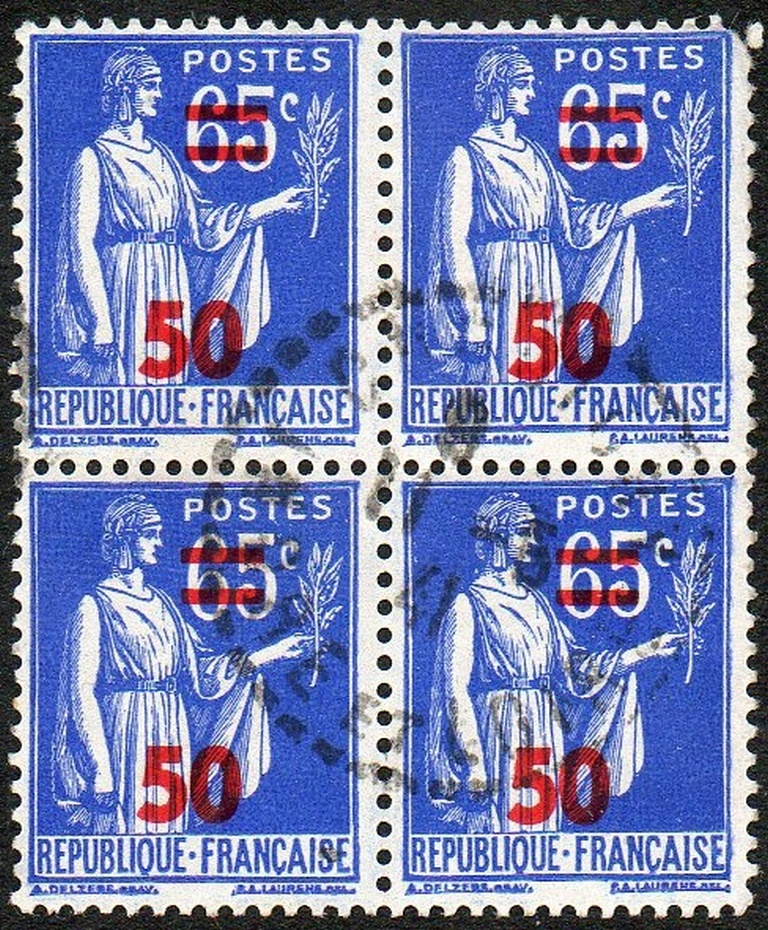
50 c sur 65 c outremer, 1941 ; bloc de 4.

Dans le cas des surcharges modifiant la valeur faciale du timbre, l'ancienne valeur est barrée de deux traits et la nouvelle valeur est imprimée, sans unité lorsqu'il s'agit de centimes, suivie de la lettre « F » pour « franc ».
| Valeur faciale | Couleur     | Émission    | Retrait    | Remarques           |
| -------------- | ----------- | ----------- | ---------- | ------------------- |
| 45 c           | bistre      | 01/01/1933  | 12/07/1937 | préoblitéré         |
| 65 c           | violet-brun | 01/11/1933  | 12/07/1937 | préoblitéré         |
| 80 c sur 1 F   | orange      | 01/10/1937/ | 17/11/1938 | préoblitéré         |
| 60 c           | bistre      | 01/01/1938  | 01/04/1940 | préoblitéré         |
| 40 c           | lilas       | 01/12/1938  | 01/07/1939 | préoblitéré         |
| 80 c           | orange      | 01/11/1938  | 17/11/1938 | préoblitéré         |
| 1 F            | rose        | 01/01/1939  | 05/01/1942 | préoblitéré         |
| 1,40 F         | lilas       | 01/02/1939  |            | préoblitéré         |
| F.M. sur 50 c  | rouge       | 01/06/1933  |            | franchise militaire |
| F.M. sur 65 c  | outremer    | 01/11/1937  |            | franchise militaire |
| F.M. sur 90 c  | outremer    | 1939        |            | franchise militaire |
| F sur 90 c     | outremer    | 1939        |            | franchise militaire |

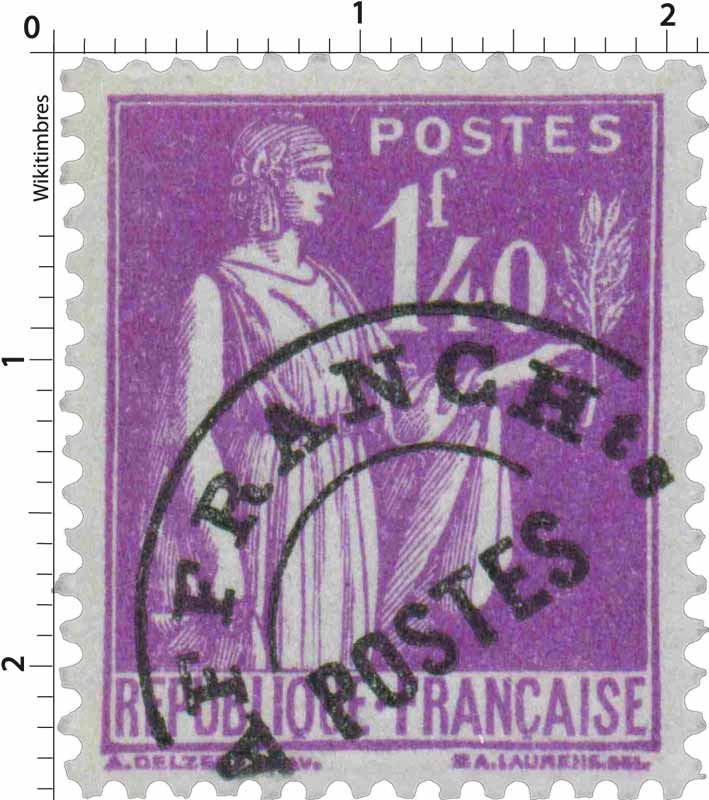
1,40 F lilas 1939, préoblitéré.

La surcharge « F.M. » ou « F » pour « franchise militaire » permet aux militaires d'expédier gratuitement deux courriers par mois à leur famille. Les volumes de tirage des préoblitérés et des F.M. n'est pas connu.